# Екатериновка (Ютазинский район)
Екатериновка (тат. Екатериновка) — посёлок в Ютазинском районе Республики Татарстан России. Входит в состав Дым-Тамакского сельского поселения.

## География
Посёлок находится в юго-восточной части Татарстана, в лесостепной зоне, в пределах Бугульминско-Белебеевской возвышенности, на правом берегу реки Дымки, к западу от автодороги 16К-0510, на расстоянии примерно 8 километров (по прямой) к юго-западу от посёлка городского типа Уруссу, административного центра района. Абсолютная высота — 102 метра над уровнем моря.

### Климат
Климат характеризуются как умеренно континентальный, с продолжительной умеренно холодной зимой и тёплым коротким летом. Среднегодовая температура воздуха составляет 3,2 °С. Средняя температура воздуха самого холодного месяца (января) — −12 °C; самого тёплого месяца (июля) — 18,7 °C. Среднегодовое количество атмосферных осадков составляет 528 мм, из которых более 70 % выпадает в период с апреля по октябрь.

### Часовой пояс
Посёлок Екатериновка, как и весь Татарстан, находится в часовой зоне МСК (московское время). Смещение применяемого времени относительно UTC составляет +3:00.

## Население
Население посёлка Екатериновка в 2011 году составляло 18 человек.

### Национальный состав
Согласно результатам переписи 2002 года, в национальной структуре населения татары составляли 56 % из 9 чел., русские — 44 %.